# カクレマンボウ
カクレマンボウ（Mola tecta)は、条鰭綱フグ目マンボウ科マンボウ属に分類される魚類。

## 分布
オーストラリア南東部、ニュージーランド近海、南アフリカ共和国沖。
模式産地は北島西岸（ニュージーランド）。チリ沖でも本種と思われる個体の撮影例があることから、南半球広域に分布することが示唆されている。
ニュージーランド周辺の海域、チリ南部とアフリカの沖合、オーストラリアの南東部の海域で発見されている。

## 形態
全長50 - 242センチメートル。より大型化する可能性がある。マンボウ属他種と比較して体型は細い。頭部は隆起する。鱗は円錐形。舵鰭条数15 - 17。骨板数5 - 7。舵鰭末端部は丸みを帯び、切れ込みが1つだけ入る。鰭基部前には滑らかな帯模様が入る。
同属で、より大きくより広く知られているマンボウと密接に関連している。成体は、マンボウよりスリムで、より洗練された形をしている。他のマンボウ属の種とは異なり、成体であっても舵鰭の一部が欠けている。

## 分類
種小名tectaはラテン語で「隠す・隠れた」の意があるtectusに由来し、和名の「カクレ」もこれに由来する。英名Hoodwinkerは「騙す・トリックスター」の意。これは初期の分類学者から関心を寄せられながらも、3世紀近く記載されていなかったことに由来する
2005年に世界中のマンボウ属の標本のミトコンドリアDNAのD-loop領域の分子系統解析からM. ramseyiがオーストラリア（太平洋）と南アフリカ共和国（大西洋）の2系統に分かれるという解析結果が得られた。2009年に日本近海の標本も多く含めた世界中のマンボウ属の標本122頭のミトコンドリアDNAのD-loop領域の分子系統解析から、マンボウ属は少なくとも3種に分かれるという解析結果が得られ、本種はその中の1頭（オーストラリア産）のみでgroup Cとされていた（group A=ウシマンボウ・M. ramseyiの可能性がある、group B=マンボウ・M. molaの可能性がある）。この解析ではgroup Cの個体は、前述した2005年の系統解析で南アフリカ共和国産の系統に含まれることも判明した。2017年にニュージーランド産も含むMora sp. Cの27標本による形態比較とミトコンドリアDNAのD-loop領域・COI遺伝子の分子系統推定から、新種記載された。
種小名はラテン語の tēcta で、「隠された…、秘密にされた…」などの意。皮膚サンプルのDNA解析によって初めて別種の存在が判明したもので、外見ではマンボウとの区別が容易ではないため、従来はその存在が認知されなかったいわゆる隠蔽種であることに由来する。同様の理由で 和名も「カクレマンボウ」と名づけられた。

## 生態
消化器官の内容物からは、Thetys vaginaやPyrosoma属などのサルパ類、クダクラゲ類などが検出されている。